# La Sône
 La Sône  es una población y comuna francesa, en la región de Ródano-Alpes, departamento de Isère, en el distrito de Grenoble y cantón de Saint-Marcellin.

## Demografía
| 688 | 641 | 671 | 665 | 574 | 590 |
| Para los censos de 1962 a 1999 la población legal corresponde a la población sin duplicidades (Fuente: INSEE [Consultar]) |     |     |     |     |     |